# Star Trek: Strategic Operations Simulator
Star Trek: Strategic Operations Simulator, spesso chiamato solo Star Trek (anche nella schermata originale), è un videogioco arcade del genere sparatutto basato sulla serie televisiva Star Trek. Prodotto e pubblicato nel gennaio 1983 dalla Sega Electronics, filiale statunitense della SEGA ed ex Gremlin Industries, il videogioco è stato convertito nel 1983 per Atari 2600, Atari 5200, Atari 8-bit, Apple II, Colecovision, TI-99/4A, Commodore VIC-20, Commodore 64, MSX e MS-DOS. Era inoltre prevista una versione per Intellivision, mai realizzata. Per Dragon 32 e TRS-80 CoCo uscì un clone non ufficiale chiamato Star Wrek.
Strategic Operations Simulator fu il primo videogioco arcade tratto con licenza ufficiale dalla saga di Star Trek e rimase l'unico per quasi vent'anni. Fu anche il primo ufficiale e pubblicato commercialmente per computer.
La versione arcade ebbe un'importante campagna pubblicitaria negli Stati Uniti e fu un successo, anche grazie all'ottima ed economica realizzazione del cabinato in versione con abitacolo. Era in progetto un seguito basato su laserdisc e sugli attori originali, intitolato Star Trek II: The Genesis Plague, ma sarebbe stato molto costoso e non venne mai realizzato.

## Modalità di gioco

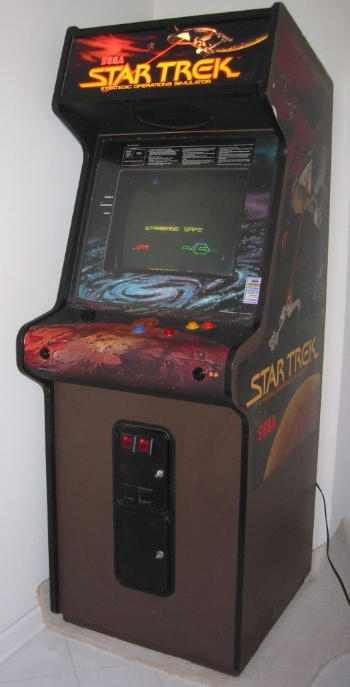
Cabinato modello verticale. Era disponibile anche la versione con abitacolo

Il giocatore è alla guida della nave spaziale Enterprise e deve difendere la nave stessa e le basi stellari alleate da flotte di astronavi Klingon. Si dispone di una visuale tridimensionale in prima persona, ma l'azione è bidimensionale e tutti gli oggetti si muovono sullo stesso piano. L'originale arcade utilizza grafica vettoriale basata sull'hardware Sega G80, mentre nelle conversioni la grafica è raster.
Lo schermo di gioco è diviso in tre parti. Nella fascia in basso si ha la visuale in prima persona dello spazio esterno davanti all'astronave. Contemporaneamente, in alto a destra c'è un'ampia visuale dell'area dall'alto, con l'Enterprise sempre al centro e i dintorni a scorrimento multidirezionale. Infine in alto a sinistra c'è un pannello informativo con gli indicatori di punteggio, resistenza dello scudo, numero di siluri fotonici e riserva di energia per la velocità curvatura.
Il controllo dell'Enterprise consiste in rotazione a destra e sinistra, avanzamento a velocità normale o a curvatura, e fuoco con i raggi phaser o i siluri fotonici. Nella versione arcade si usa una manopola girevole per virare e quattro pulsanti per le altre azioni. Nella versione del cabinato con abitacolo, il sedile del giocatore ricorda la poltroncina del capitano Kirk e i comandi sono disposti sui braccioli, la manopola a sinistra e i pulsanti a destra.
I phaser colpiscono frontalmente all'istante e hanno munizioni infinite. I siluri fotonici sono in scorta limitata, richiedono tempo per viaggiare, ed esplodono su un'area, distruggendo anche più nemici alla volta. La velocità curvatura, con energia limitata, fa avanzare più velocemente l'Enterprise e lo rende invulnerabile mentre è attiva.
L'Enterprise è protetta da uno scudo deflettore che perde energia se colpito dai proiettili Klingon o ancor più in caso di collisione. Terminato lo scudo, ulteriori colpi fanno subire danni alla nave, che perde una alla volta le sue capacità fino all'eventuale distruzione e fine della partita. Si può attraccare una volta presso ciascuna base stellare per riparare gli eventuali danni e per rifornire, solo di poco, i siluri e le energie. Si ricevono però più punti bonus dopo ogni livello per le basi sopravvissute e non utilizzate. I rifornimenti si ricevono anche raggiungendo certe soglie di punteggio.
I nemici principali sono le navi Klingon, che sono tutte dello stesso modello, ma a seconda del colore attaccano le basi stellari, sparano all'Enterprise, o tentano di speronarlo di proposito. Ogni tanto appaiono casualmente delle navicelle antimateria, che se raggiungono l'Enterprise gli assorbono tutta l'energia per la curvatura. Periodicamente, eliminato un certo numero di ondate di Klingon, si affronta un livello contro la sonda Nomad, ispirata alla puntata La sfida della serie televisiva; la Nomad dissemina mine che esplodono ad area e si può eliminare solo con i phaser.
Solo in alcune delle conversioni, in particolare quelle per i sistemi Atari, sono presenti anche livelli in cui l'Enterprise deve evitare campi di asteroidi.
Il gioco arcade è dotato di sintesi vocale con voci non originali, ma simili a quelle degli attori di Star Trek. La sintesi vocale è presente anche nella conversione per TI-99/4A, che supporta la periferica Solid State Speech Synthesizer.